# (24957) 1997 SF16
1997 أس أف 16 (ويعرف أيضًا باسم (24957) 1997 أس أف 16 وفق تسمية الكوكب الصغير) (بالإنجليزية: 1997 SF16)‏ هو كويكب ضمن حزام الكويكبات؛ وترتيبه 24957 من حيث الاكتشاف.
اكتُشف هذا الجُرم الفلكي بواسطة Nobuhiro Kawasato ‏ في 27 سبتمبر 1997.

## وصلات خارجية
- (24957) 1997 SF16 في قاعدة بيانات مختبر الدفع النفاث لأجرام النظام الشمسي الصغيرة

- الاكتشاف · مخطط المدار ·  العناصر المدارية · المعلمات المادية

- (24957) 1997 SF16 على موقع ويكي سكاي: DSS2, SDSS, GALEX, IRAS, Hydrogen α, X-Ray, Astrophoto, Sky Map, Articles and images